# Naßkamm
Der Naßkamm ist ein 1210 m ü. A. hoher Gebirgspass an der Grenze zwischen der Steiermark und Niederösterreich, der die Rax mit der Schneealpe verbindet.

## Geographie
Der Naßkamm liegt im Hauptkamm der Steirisch-niederösterreichischen Kalkalpen zwischen dem hintersten Naßbachtal, einem Nebental des niederösterreichischen Schwarzatals im Nordosten, und dem Altenbergtal, einem Nebental des steirischen Mürztals. Die Einsattelung zieht sich als scharfer Rücken vom Amaißbichl (1828 m ü. A.), einem östlichen Nebengipfel des Schneealpstocks, west- bis südwestwärts hinunter zur eigentlichen Passhöhe, und dann südwest- bis südwärts hinauf zum Gamseck (1857 m ü. A.), dem nördlichen Vorberg der Heukuppe am Westrand des Raxplateaus.
Die Nordwestflanke des Kamms fällt steil zum Rehboden, dem südlichen Talschluss des Naßbachtals, hier entspringt der Reißbach unterhalb der Kote 1320, nördlich am Gamperl laufen zwei Grate nach Hinternaßwald und zur Wasseralm, dazwischen fließen Karlalmbach und Wasseralmquelle zum oberen Nassbach. Der Reißbach geht nach Norden, der Nassbach anfangs ostwärts, und ab Hinternaßwald, wo er den Reißbach aufnimmt, nordostwärts hinaus ins Schwarzatal. Auf der anderen Seite zieht sich die Naßwand zum Schneealpstock, an der Einsattelung entspringt in der Höflerquelle der Altenberger Bach, der südwestwärts über die Gegend In der Naß und Altenberg an der Rax zur Mürz rinnt.
Der Naßkamm bildet die niederösterreichisch-steirische Landesgrenze, die Grenze der Gemeinden Schwarzau im Gebirge und Neuberg an der Mürz, sowie auch die Grenze von Rax-Schneeberg-Gruppe und Mürzsteger Alpen. Er bildet auch die Wasserscheide zwischen Leitha und Mur, zwei Nebenflüssen der Donau.

## Geologie
Der Naßkamm ist zwischen den Wettersteindolomit und -kalkmassiven von Rax und Schneealpe bis in die Kalkalpenbasis der Werfener Schichten auserodiert. Werfener Kalk findet sich noch beiderseits um den Sattelpunkt, der selbst schon in den unterliegenden Werfener Schiefer einschneidet. In den Wänden des Altenbergertals lassen sich die Schichtfolgen des Oberostalpins erkennen. Das schiefrige Gestein bedingt den Wasser- und Quellenreichtum beiderseits des Passes.

## Geschichte und Wege
Am Naßkamm soll in früheren 17. Jahrhundert (zur Zeit des Dreißigjährigen Krieges), noch vor der Begründung von Naßwald, nach Silber geschürft worden sein.
Der Pass ist eine von alters her bekannte Alternativroute zur Gscheidlhöhe vom Schwarzatal ins Steirische. Der Aufstieg Richtung Schneealpe ist einfach, der Weg zur Rax wurde erst 1875 vom Österreichischen Touristenklub angelegt. Heute verläuft entlang des Rückens der Nordalpenweg (Weitwanderweg 01).
Bei den Planungen zur 1. Wiener Hochquellenleitung vor 1870 war eine Führung mit Stollen durch den Naßkamm (oder die Preiner Gscheid) in Diskussion, wurde aber wegen seinerzeitiger technischer Undurchfühbarkeit verworfen. Damals wurden nur die Naßwalder Quellen bis zur Wasseralm erschlossen. Erst 1965–1968 wurde die Hochquellenleitung dann mit dem Schneealpenstollen in die Steiermark verlängert. Dieser verläuft genau unterhalb vom Amaißbichl.